# 982-й винищувальний авіаційний полк ППО

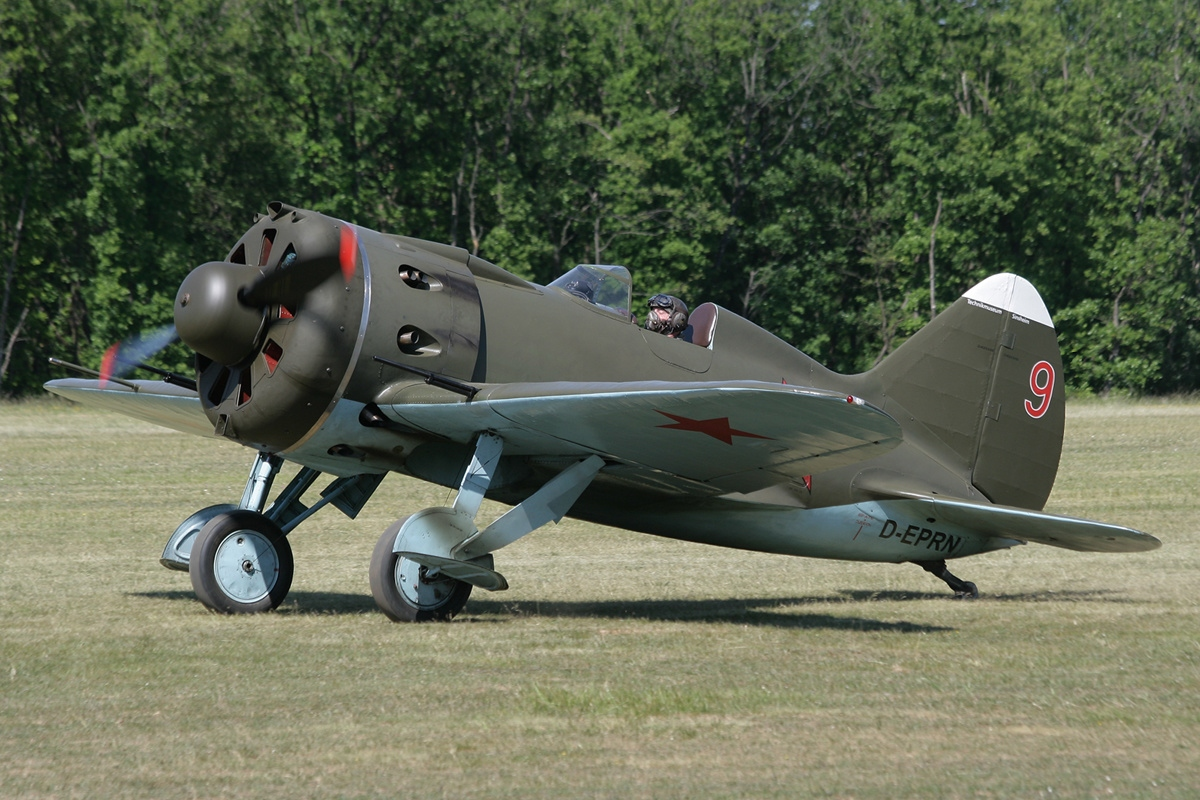
Літак І-16. Такими літаками полк був озброєний для формування.

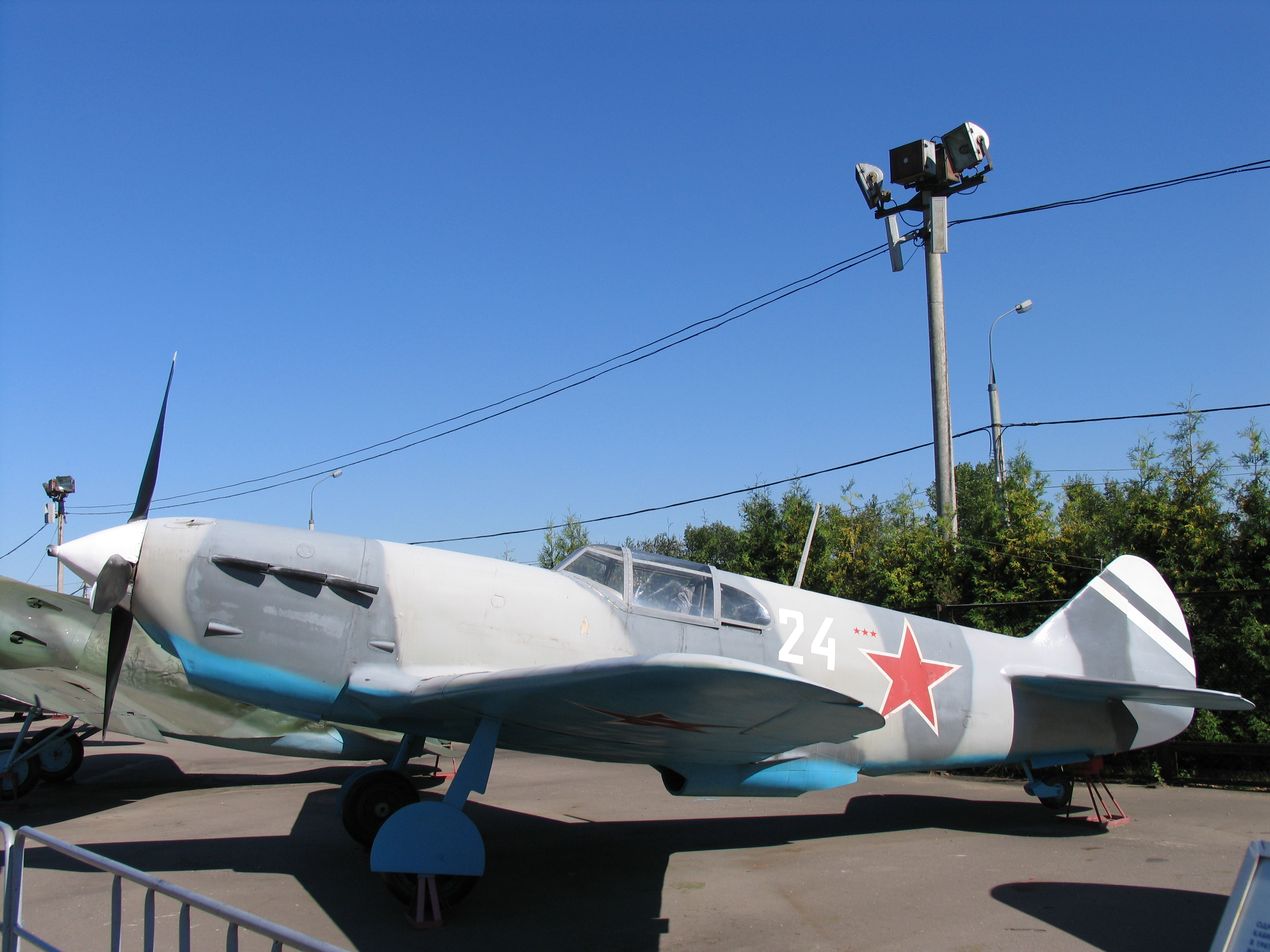
Літак ЛаГГ-3. Такими літаками полк був озброєний для формування.

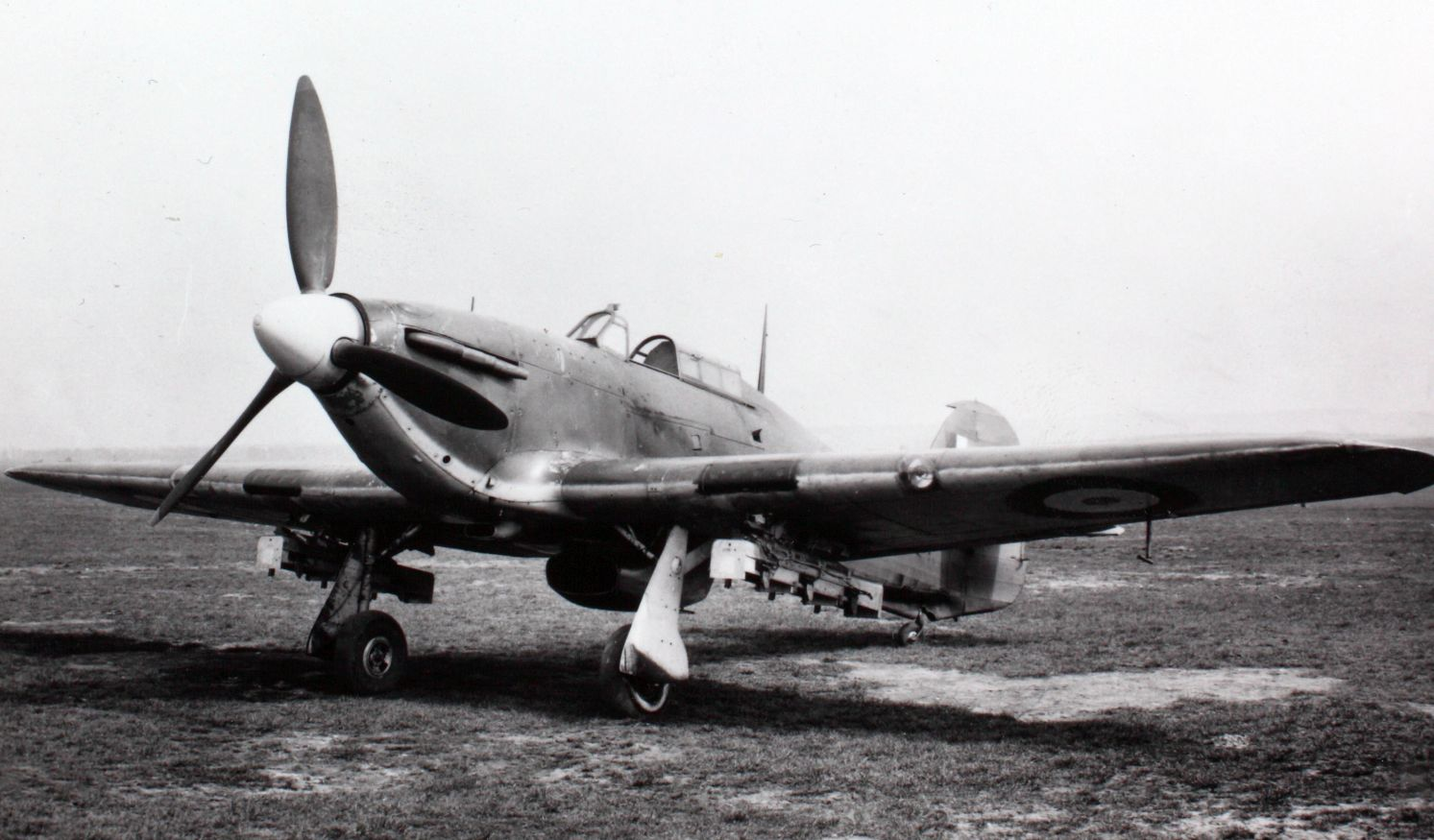
Літаками Hawker Hurricane 9 травня 1943 року було переозброєно 3-ту ескадрилью полку.

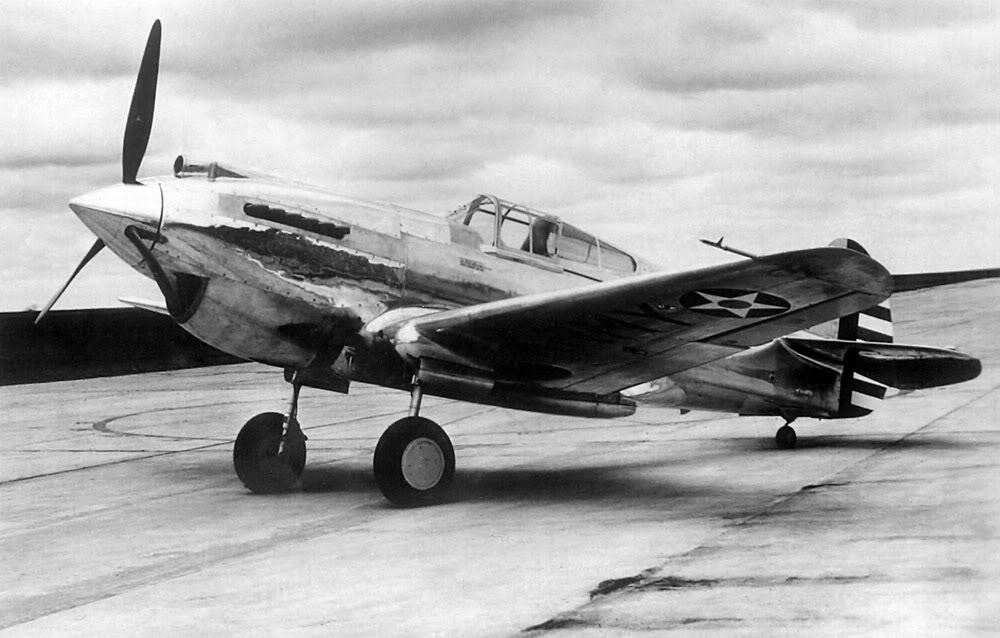
Літаками Curtiss P-40 (Кіттіхаук) 12 червня 1943 року була переозброєна 1-а ескадрилья полку.

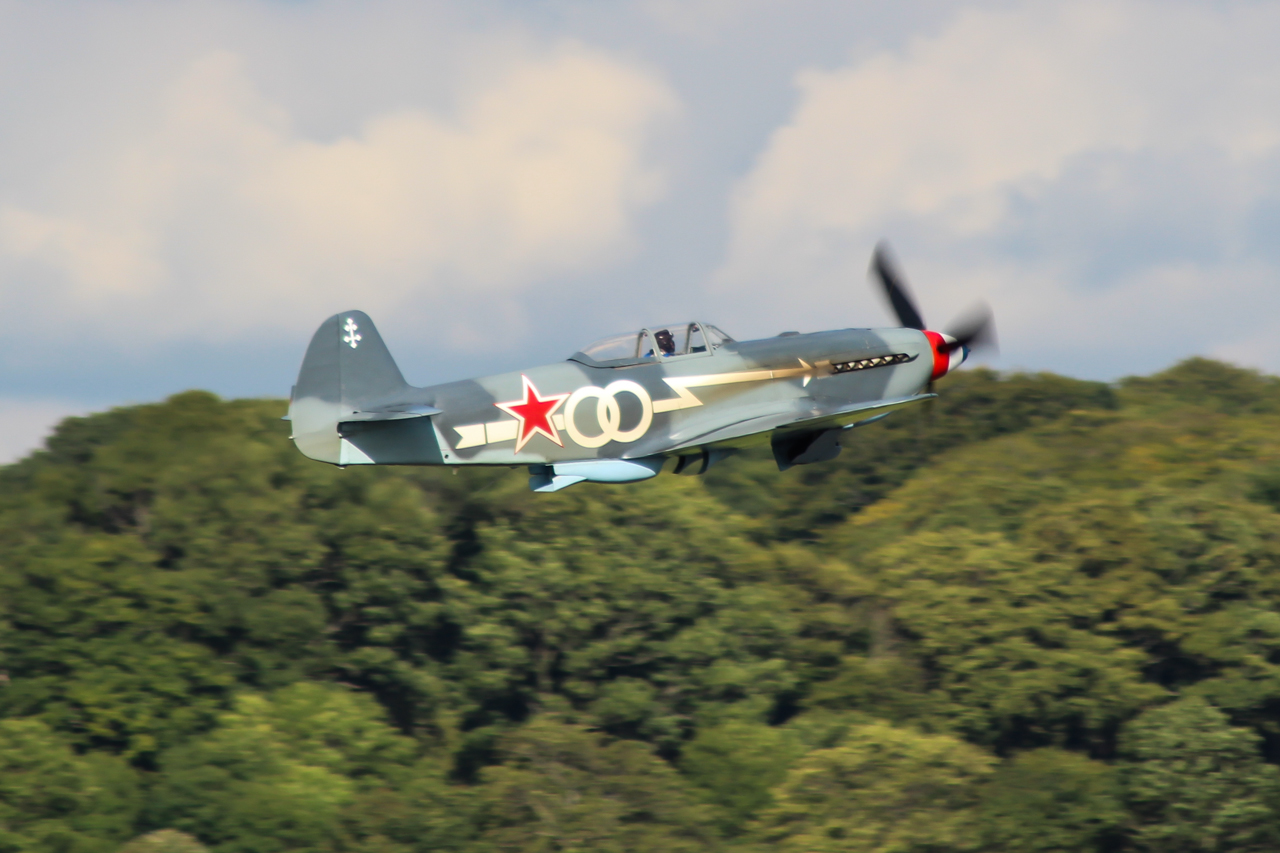
Літак Як-9 прийшов на зміну 1945 року.

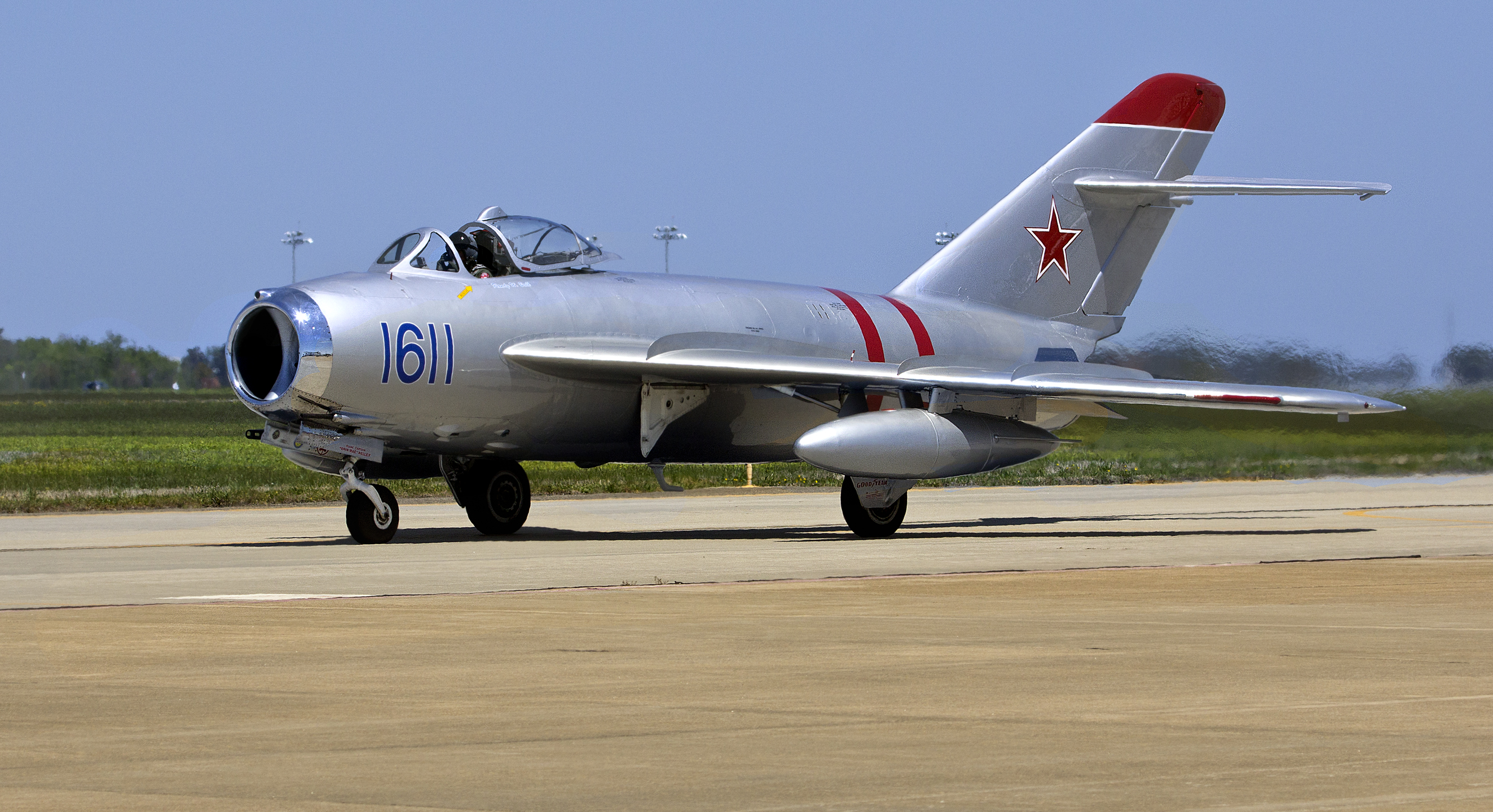
Перші МіГ-15 полк отримав у 1951 році, а вже у 1954 році полк отримав МіГ-17.

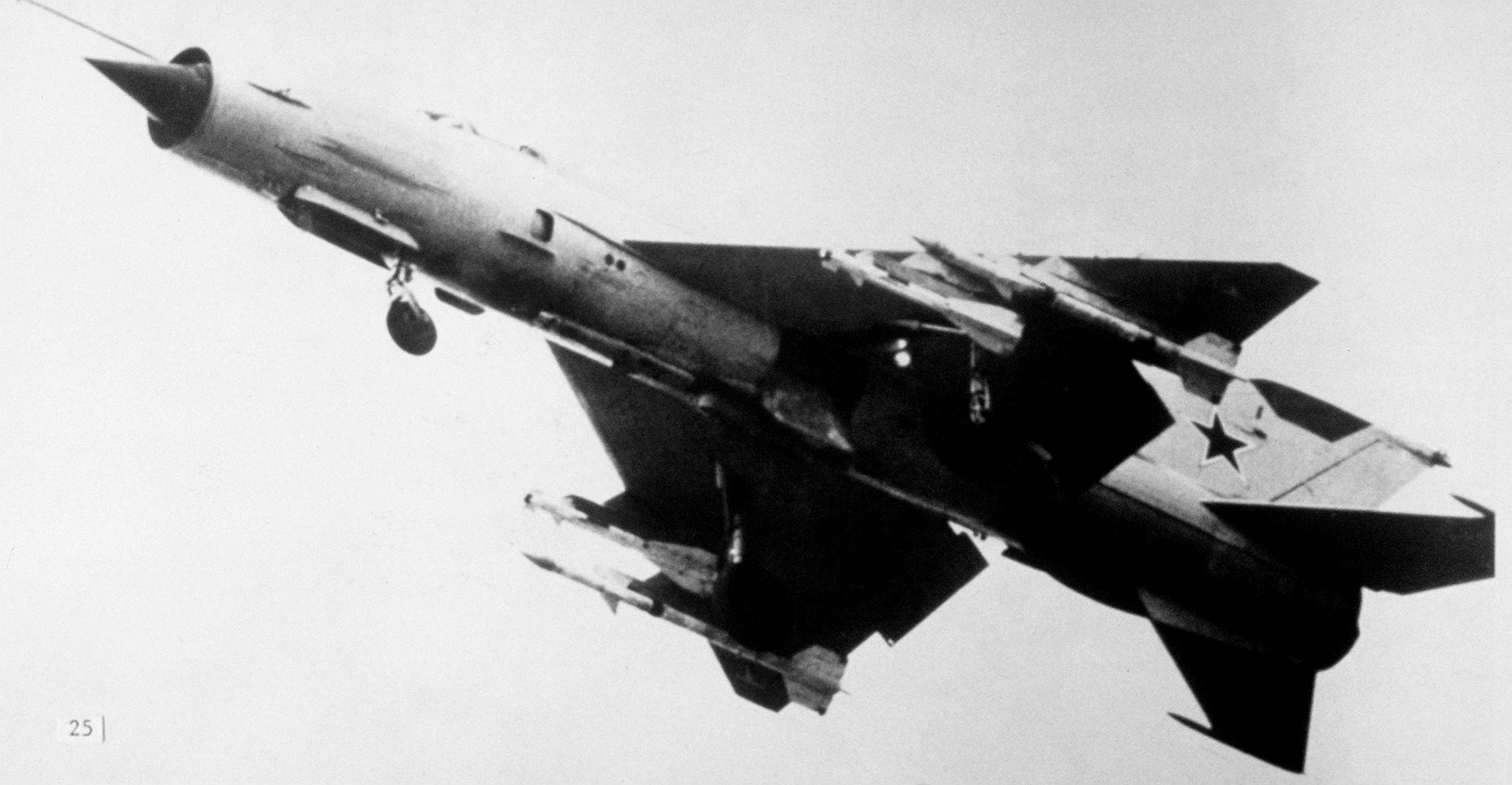
Літак МіГ-21 СМ полк почав освоювати 1973 року. На такому літаку було здійснено перший реактивний таран.

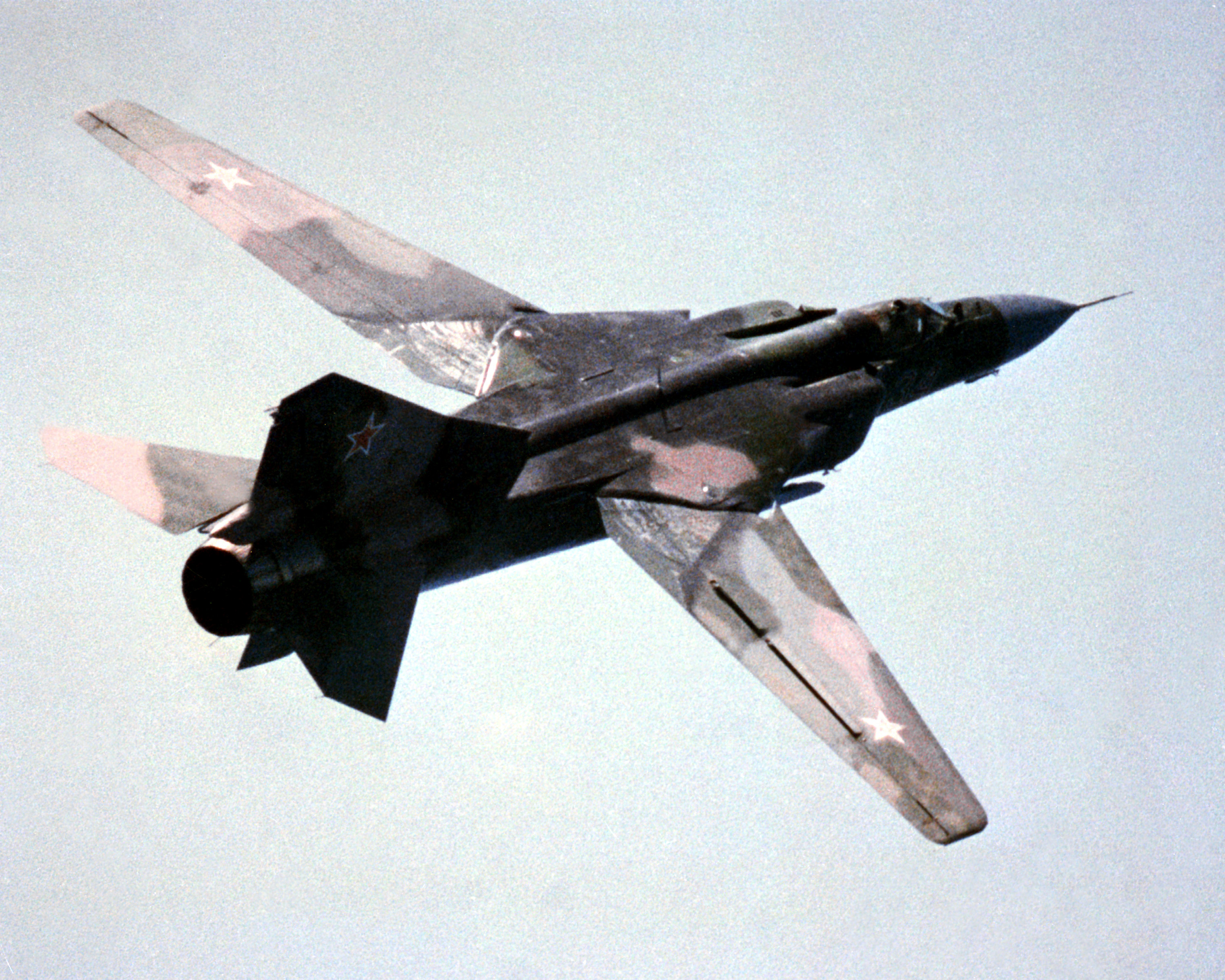
Літак МіГ-23МЛД став подальшим розвитком озброєння полку з 1978 року. На цих типах полк воював у Афганістані.

Шаблон:Воинское формирование СССР982-й винищувальний авіаційний полк ППО ( 982-й іап ППО ) - військова частина винищувальної авіації ППО, яка брала участь у бойових діях Великої Вітчизняної війни.
- 982-й винищувальний авіаційний полк ППО  [1] .
- 982-й винищувальний авіаційний полк [2] [1] ;
- Військова частина ( польова пошта ) 40501 [2] [1] .

## Історія та бойовий шлях полку
982-й винищувальний авіаційний полк сформований у період з 22 серпня по 6 вересня 1942 року в 298-й винищувальній авіадивізії ППО в Тбілісі за штатом 015/134 на основі Цноріс-Цхальської військової школи пілотів і 480-го іап на літаках І- ЛаГГ-3 (2 та 3 ескадрильї матчасті не мали). Наземний склад прибув із 20-ї військової авіаційної школи початкового навчання (ст. Сальяни )  .
З 15 вересня по 30 листопада 1942 полк вів бойову роботу на літаках І-16 і ЛаГГ-3 у складі 298-ї винищувальної авіадивізії ППО Закавказького району ППО (оперативно підкорялася командуванню Закавказького фронту). 298-а винищувальна авіаційна дивізія виконувала завдання ППО промислових та оборонних об'єктів, транспортних магістралей та політико-адміністративних центрів Закавказзя . Полк у складі дивізії брав участь у битві за Кавказ, у Моздок-Малгобекській та Нальчиксько-Орджонікідзевській оборонних операціях, у ході яких прикривав бойові порядки, комунікації та тилові об'єкти військ Закавказького фронту   .
1 травня 1943 1-а ескадрилья мала в бойовому складі літаки ЛаГГ-3, 2 і 3 ае - І-16, а 9 травня 3-я ескадрилья переозброєна на англійські винищувачі «Харрікейн». 12 червня 1-шу ескадрилью переозброєно на американські винищувачі «Кіттіхаук». 29 червня разом із дивізією полк увійшов до складу військ Закавказької зони ППО новоствореного Східного фронту ППО. 28 вересня 1-а ескадрилья знову переозброєна на ЛаГГ-3. З 10 листопада 1943 по 1 вересня 1944 3-я ескадрилья на літаках «Харрікейн» вела бойову роботу в районі Батумі  .
У квітні 1944 року у зв'язку з реорганізацією військ ППО країни разом із 298-ю винищувальною авіадивізією ППО включений до складу військ Закавказького фронту ППО (утворений на базі Закавказької зони ППО). День Перемоги 9 травня 1945 року полк зустрів на аеродромах Сухумі (1-а ае) і Новоолексіївка ( Тбілісі )  .
Усього у складі діючої армії полк перебував: з 15 вересня 1942 року по 30 листопада 1942 року, 1-а ескадрилья полку (з 10 листопада 1942 року у складі 35-го винищувального авіаполку ) з 15 вересня 1942 року до 30 листопада 10 листопада 1943 року до 1 вересня 1944   .
Всього за роки війни полком  :
- Вчинено бойових вильотів – 459.
- Збитих літаків супротивника немає.

## Командир полку
- майор Михайлов Георгій Миколайович , 22.08.1942 - 12.01.1943
- майор, підполковник Чогошвілі Який Варламович [2], 12.01.1943 - 31.12.1945

## Повоєнна історія полку
У вересні 1945 року полк із розформованої 298-й іад передано до Бакинського винищувального авіаційного корпусу ППО  . На озброєнні мав літаки Як-9. У березні 1946 року полк увійшов до складу 126-ї іад ППО 21-ї повітряної винищувальної армії ППО і перебазувався на аеродром Вазіані біля однойменного міста в Грузії  .
У квітні 1949 року у складі 126-ї іад передано з 21-ї повітряної винищувальної армії ППО до 34-ї повітряної армії Закавказького військового округу . 31 жовтня 1951 полк переозброєний на МіГ-15 і увійшов до складу 283-ї винищувальної авіаційної дивізії 34-ї повітряної армії Закавказького військового округу . З 1950 полк почав освоювати літаки МіГ-15, з 1954 - МіГ-17, а з 1962 року - МіГ-21 (МіГ-21СМ з 1973 року). У 1978 році полк отримав на озброєння літаки МіГ-23МЛА та МЛД .
\З червня 1985 по липень 1986 р. полк брав участь в Афганській війні силами своєї 2-й ескадрильї. Ескадрилья базувалася на аеродромі Кандагар у складі 14 МіГ-23МЛ та МЛД 2 МіГ-23УБ. Командир ескадрильї - заступник командира полку підполковник Баранов (через півроку його змінив майор Ананьєв). Після року перебування в Афганістані 2-ю ескадрилью полку наприкінці травня 1985 року змінила 1-а ескадрилья під керівництвом підполковника Ст. І. Новікова.
Після розпаду СРСР полк у грудні 1992 року був виведений у складі 283-ї винищувальної авіаційної дивізії до Північно-Кавказького військового округу на аеродром Тамбов, де розформований   .

## Воїни, що відзначилися
- Елисеев Геннадий Николаевич,капітан, заступник командира ескадрильї 982-го винищувального авіаційного полку 34-й повітряної армії Закавказького військового округу Указом Президії Верховної Ради СРСР від 14 грудня 1973 року за мужність і героїзм, виявлені при виконанні завдання з припинення польоту посмертно). Капітан Єлісєєв здійснив перший таран в історії реактивної авіації. Надовго зарахований до списків особового складу 1-й ескадрильї 982-го винищувального авіаційного полку.

## Пригоди
28 листопада 1973 року, МіГ-21СМ, командир екіпажу - заступник командира ескадрильї капітан Єлісєєв Г. Н. здійснив перший у світі таран на реактивному літаку, збив над Азербайджаном іранський літак-порушник F-4 Phantom II (у деяких джерелах згадується навчально-бойовий T-33 Shooting Star).
21 червня 1985 року, МіГ-23МЛД. Афганістан. Втрачений у районі Калат, імовірно міг бути збитий зенітним вогнем. Льотчик лейтенант Юсупович БагаБагамед медов загинув. Льотчик, що йшов замикаючим, загинув, а обставини залишилися нез'ясованими — його втрату помітили, коли друга група вийшла з атаки і лягала на зворотний курс. У бойовому порядку молодого і недостатньо досвідченого льотчика, який мав на рахунку лише десяток бойових вильотів, поставили ланки, що замикали. Ймовірно, заходячи в атаку останнім, він потрапив під зенітний вогонь, що посилився. Того вкрай невдалого дня втратою МиГу та його льотчика жертви не обмежилися: пошуковий вертоліт, який вилетів на допомогу, на підльоті до місця падіння винищувача потрапив під вогонь ДШК і теж був збитий. Льотчик і штурман Мі-8 встигли залишити машину з парашутами, але борттехнік загинув у гелікоптері.
8 серпня 1985 року, МіГ-23МЛД. Афганістан. Командир ланки капітан Володимир Пивоваров. При виконанні БШУ в 90 км на північний захід від Кандагара його літак ніс два УБ-32 і два УБ-16-57. Ніхто в ескадрильї з такою підвіскою в горах не літав, а комеск Леонід Ананьєв однозначно оцінював її за невисокої ефективності просто небезпечною. Очевидно, льотчика зі складу тієї ж ескадрильї також підвів малий бойовий досвід (це був його 24-й виліт в Афганістані). Після залпу ракет літак Пивоварова, що вже вийшов з пікірування на висоті 1500 м, втратив швидкість і, парашутуючи, плазом ударився об схил гори. Катапультуватись льотчик не зміг. Можливою причиною могло стати і потрапляння з землі - Мі-8, що знаходився поруч, знизився для пошуку льотчика, тут же потрапив під зенітний обстріл [1].
18 жовтня 1985 року, МіГ-23МЛД. Афганістан. Під час зльоту парою винищувачі зіткнулися в повітрі. Льотчик одного з них довелося залишити машину в 8 км від аеродрому, літак іншого зберіг управління, розгорнувся і виконав посадку [1].